# ケープタウン (2013年の映画)
『ケープタウン』（Zulu）は、2013年のフランス・南アフリカ共和国合作のクライム映画。原作はキャリル・フェレ、監督をジェローム・サル、主演をオーランド・ブルームとフォレスト・ウィテカーが務めた。
2013年の第66回カンヌ国際映画祭ではクロージング作品として上映された。

## ストーリー
南アフリカの都市ケープタウン。そこである日、元人気ラグビー選手の娘が惨殺死体で発見される。事件の捜査に当たるのはズールー人の警部アリ・ソケーラ。彼が率いるチームには酒と女に溺れる問題児ブライアン・エプキン刑事も所属していた。ブライアンとアリは、捜査を進めていくうちに、被害者が殺害前にとある薬物の売人と接触していたことを突き止める。その薬物は最近多発している児童失踪事件の現場にも遺されていたものだった。その薬物の恐ろしい成分を知った刑事二人は、事件の裏にはこの街に潜む恐ろしい犯罪組織が関わっていることを知る。

## キャスト
※括弧内は日本語吹替
- ブライアン・エプキン - オーランド・ブルーム（平川大輔）
- アリ・ソケーラ - フォレスト・ウィテカー（立木文彦）：強行犯撲滅課の刑事
- ダン・フレッチャー - コンラッド・ケンプ（加瀬康之）
- ジーナ - ジョエル・カイエンベ
- ルビー - インゲ・ベックマン：ブライアンの元妻
- クレール・フレッチャー - ティナリー・ヴァン・ウィック・ルーツ
- デビーア - レガルト・ファンデン・ベルフ
- ジュースト・オパーマン博士 - パトリック・リスター
- タラ - タニア・ヴァン・グラーン